# Plebejus aviator
Plebejus aviator är en fjärilsart som beskrevs av Charles Oberthür 1910. Plebejus aviator ingår i släktet Plebejus och familjen juvelvingar. Inga underarter finns listade i Catalogue of Life.